# استر آرویو
استر آرویو (اسپانیایی: Esther Arroyo‎؛ زادهٔ ۲۹ مارس ۱۹۶۸) بازیگر، مجری تلویزیون و مانکن اهل اسپانیا است.
او ملکهٔ زیبایی اسپانیا در سال ۱۹۹۰ میلادی بود. در ۱۰ اکتبر ۲۰۰۸، او همراه با خواننده آنا توروخا در یک سانحه رانندگی آسیب دید؛ زمانی که خودروی دیگری با آن‌ها برخورد کرد همسرش راننده بود و او در صندلی کمک‌راننده نشسته بود. یکی از دوستانش در این حادثه جان باخت و او هنوز به دلیل این حادثه دچار لنگی است.
از فیلم‌ها یا مجموعه‌های تلویزیونی که وی در آنها نقش داشته‌است می‌توان به روزنامه‌نگاران، یک گام به پیش و زندگی جنون‌آمیز اشاره کرد.

## سایر افتخارات
برندهٔ دوشیزه جهان

  برندهٔ دوشیزه اروپا